# 本田邦久
本田邦久（1945年6月15日－），日本职业九段围棋手，隶属于关西棋院，师从桥本宇太郎九段。本田曾获NHK杯战优胜，并四度获得关西棋院第一位决定战优胜。其布局多用小目，擅长难解的接触战。

## 经历
本田是石川县人，14岁投入桥本宇太郎门下，1961年入段，1969年名人战循环赛入围，1979年升至九段。1975年关西棋院第一位决定战中，决赛击败大山国夫首获优胜。1984年NHK杯战决胜轮中，击败武宫正树获得优胜。
本田优势之时能稳住局面，时有“混凝土”之称。1989年世界围棋选手权富士通杯预选赛和上村邦夫的八段的对局中，先手第41手中盘胜，该局为手数第二少的对局。
本田喜欢徒步旅行。